# Mladen Kovačevič
Mladen Kovačevič, slovenski nogometaš, * 3. maj 1980.
Kovačevič je nekdanji profesionalni nogometaš, ki je igral na položaju napadalca. V svoji karieri je igral za slovenska kluba Gorica in Adria. Za Gorico je v desetih zaporednih sezonah v prvi slovenski ligi odigral 150 tekem in dosegel 36 golov. S klubom je osvojil tri zaporedne naslov državnega prvaka v sezonah 2003/04, 2004/05 in 2005/06 ter v letih 2001 in 2002 slovenski pokal.